# Graukopf-Seeadler

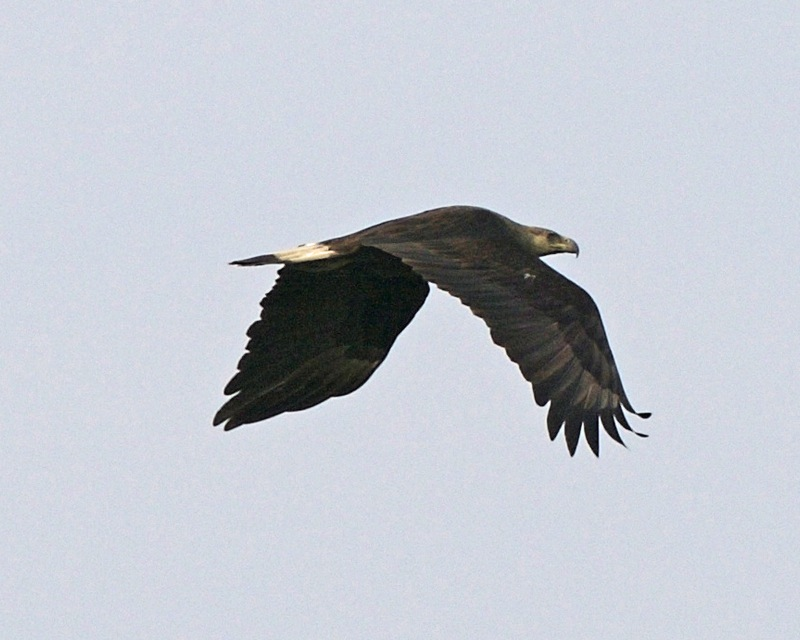
Graukopf-Seeadler im Flug

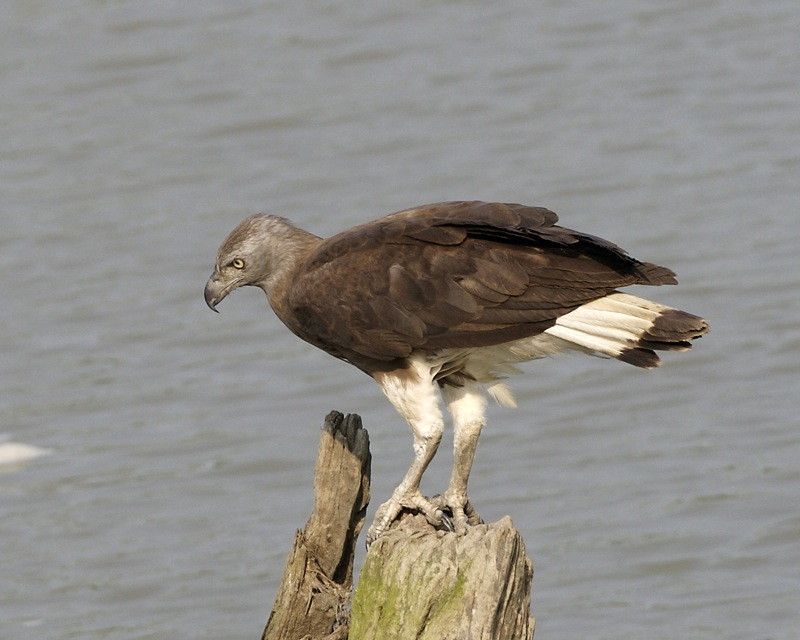
Der Graukopf-Seeadler ernährt sich überwiegend von Fischen, die von einem Ansitz aus erbeutet werden.

Der Graukopf-Seeadler (Icthyophaga ichthyaetus, Synonym: Haliaeetus ichthyaetus), auch Graukopfseeadler, ist eine Greifvogelart aus der Familie der Habichtartigen (Accipitridae). Sein lückenhaftes Verbreitungsgebiet reicht von Indien und Sri Lanka über Hinterindien und den Malaiischen Archipel. Wie auch andere Seeadler baut er große Horste in Wäldern oder auf Einzelbäumen, die sich an großen Strömen oder Seen befinden. Er ernährt sich vorwiegend von Fisch, gelegentlich aber auch von Reptilien oder Kleinsäugern. Die Art ist in den letzten 30 Jahren stark im Bestand zurückgegangen und gilt als potentiell gefährdet (Near Threatened).
Zusammen mit dem kleineren Braunschwanz-Seeadler (Icthyophaga humilis) und den vier anderen kleinen Seeadlerarten steht der Graukopf-Seeadler in der Gattung Icthyophaga (ursprünglich Ichthyophaga geschrieben), die sich von den vier großen Seeadlerarten der Gattung Haliaeetus deutlich unterscheidet.

## Beschreibung
Der Graukopf-Seeadler erreicht mit 61 bis 75 cm Körperlänge etwa die Größe eines Steppenadlers, ist jedoch mit 155 bis 170 cm relativ kurzflügelig. Sein Schnabel ist kräftig, der Körper wirkt massig mit langem Hals und kleinem Kopf. Der Flügel sind breit, der Schwanz ist gerundet. Die Beine sind relativ kurz mit unbefiederten Tarsi und langen Krallen an den Zehen. Die Art wirkt relativ schwerfällig und sitzt oft lange Zeit aufrecht auf kahlen Ästen an Flüssen oder Seen, wobei die Handschwingenspitzen kaum über die Hälfte des Schwanzes reichen. Die Geschlechter unterscheiden sich lediglich in der Größe – das Weibchen ist bis zu 23 % größer und wohl auch sehr viel schwerer als das Männchen. Das Jugendkleid sieht deutlich anders aus. Immature Vögel sind vermutlich erst im zweiten oder dritten Lebensjahr ausgefärbt. Unterarten werden nicht anerkannt.
Bei adulten Vögeln sind Kopf und Hals braungrau bis grau. Der Schnabel ist grau, die Wachshaut graubraun oder schwärzlich grau. Die Iris ist gelb. Die übrige Oberseite ist dunkelbraun, am oberen Rücken etwas aufgehellt und an den Flügeln am dunkelsten. Die Handschwingen sind nahezu schwärzlich. Die Brust ist braun und deutlich vom weißen Gefieder von Unterbauch, Beinen und Unterschwanz abgesetzt. Die Steuerfedern sind weiß mit einer breiten, abgesetzt schwarzen Subterminalbinde. Beine und Füße sind gräulich weiß bis hell gelblich grau.
Bei Vögeln im Jugendkleid ist der Kopf mehr oder weniger bräunlich mit weißlicher Strichelung. Kopfseiten und Kehle sind mehr grau, der Überaugenstreif beigebraun. Die warm braune Färbung von Brust und Flanken ist mit weißen Längsstreifen durchsetzt und läuft zum weißlichen, bräunlich verwaschenen, teils bekritzelten Unterbauch- und Beingefieder aus. Die Oberseite ist dunkler braun mit grauen Säumen und undeutlich gebänderten Armschwingen. Die Steuerfedern sind auf weißem Grund braun bekritzelt, wobei die Kritzelung undeutliche Bänder bildet. Die Kleider immaturer Vögel stehen im Aussehen zwischen Jugend- und Adultkleid. Sie sind nicht genau bekannt bzw. beschrieben.

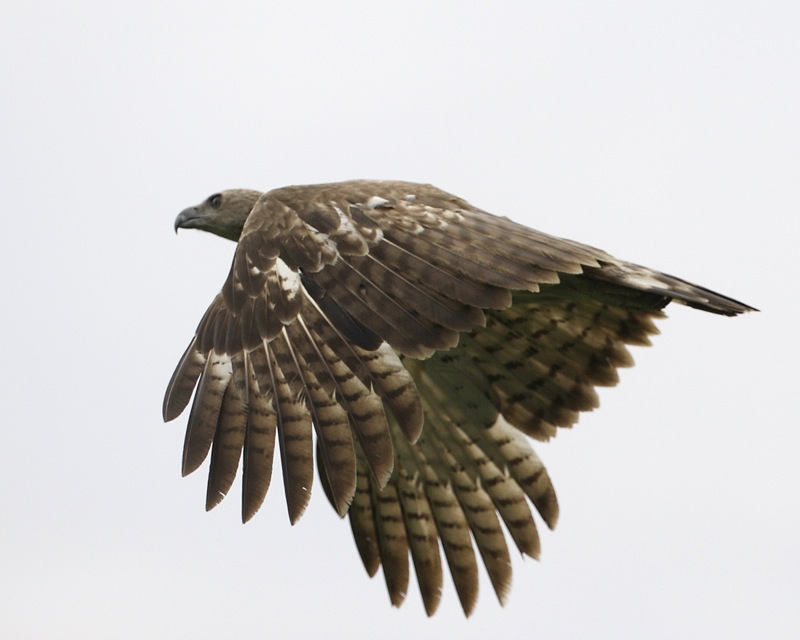
Fliegender Vogel im Jugendkleid, Oberseite
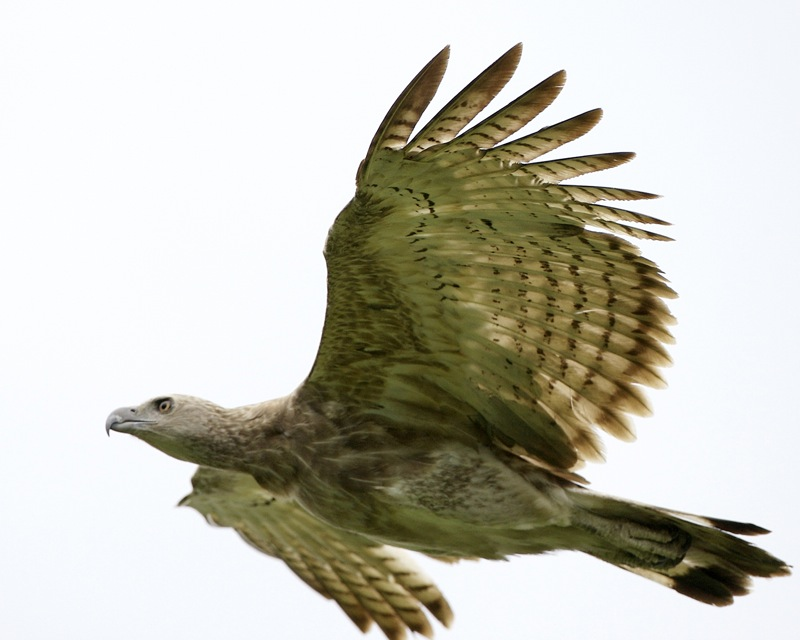
Fliegender Vogel im Jugendkleid, Unterseite

## Stimme
Der Graukopf-Seeadler ist zur Brutzeit recht ruffreudig und dann auch häufig nachts zu vernehmen. Die weit tragenden Schreie klingen eigentümlich und erinnern an Lautäußerungen des Indienhornvogels (Ocyceros birostris). Sie werden einzeln oder in Reihen, im Flug oder von Warten aus geäußert. Ferner werden hohe Schreie, ein eulenartiges uh-wok oder laut gurgelnde Laute beschrieben.

## Verbreitung und Bestand
Die zerstreute Verbreitung des Graukopf-Seeadlers liegt in der Orientalis und reicht über 5 Millionen km². Sie umfasst den Norden und Osten Sri Lankas. In Indien kommt die Art im nördlichen bis östlichen Rajasthan und an der südlichen Westküste – vor allem aber im Nordosten in Uttar Pradesh, Bihar und Assam – vor. Lokal gibt es sie in Nepal und Bangladesch. Von dort reicht das Areal über Indochina auf die Malaiische Halbinsel. Auf den Großen Sundainseln sind Sumatra inklusive der Mentawai-Inseln und Lingga, Java und Borneo besiedelt. Einen Nachweis von 1990 gibt es von Sulawesi. Auf den Philippinen gibt es Vorkommen auf Luzon, den Calamian-Inseln, Mindoro, Samar, Negros, Mindanao, Basilan und Bongao. Die Art ist überall Standvogel, lediglich bei Jungvögeln kommt es zu Dismigrationen.
Vormals war der Graukopf-Seeadler weit verbreitet und häufig. In seinen Lebensraumansprüche ist er nur mäßig spezialisiert. Mittlerweile kommt die Art aber meist nur noch spärlich, selten oder sehr selten vor. Lediglich im Nordosten Indiens scheint es noch lokal größere Vorkommen zu geben. Die Art wird aufgrund ihres großen Verbreitungsgebiets insgesamt noch nicht als gefährdet gesehen, steht aber auf der Vorwarnliste der IUCN (“near threatened”). Genaue Zahlen gibt es nicht, aber es ist nicht anzunehmen, dass der Bestand eine fünfstellige Zahl übersteigt. Schätzungen von BirdLife International liegen bei 100.000 adulten Individuen und einem Gesamtbestand von unter 150.000 Vögeln.
Zu den Rückgangsursachen zählen die Zerstörung der Lebensräume durch Entwaldung, Entwässerung oder Verlandung von Gewässern, Störung durch menschliche Aktivitäten, Überfischung, Umweltverschmutzung und direkte Verfolgung. Mancherorts konkurriert die Art mit dem Menschen. So ist sie beispielsweise am nördlichen Tonle Sap stark auf Wasserschlangen als Nahrung angewiesen, die wiederum vom Menschen übermäßig bejagt werden. Eine Bedrohung liegt möglicherweise auch in der Errichtung von Staudämmen am Oberlauf des Flusses in der Volksrepublik China, Laos, Thailand oder Kambodscha, die das Wasserregime flussabwärts stark negativ beeinflussen. Wichtige Erhaltungsmaßnahmen für die Art wären eine Ausweisung von Schutzgebieten, der generelle Schutz von verbliebenen Feuchtgebieten und ein regelmäßiges Monitoring.

## Lebensweise
Der Graukopf-Seeadler besiedelt überwiegend Wälder des Tieflands unter 300 m, gelegentlich reicht die Höhenverbreitung bis auf 1500 m hinauf. Wichtig ist die Nähe von langsam fließenden oder stehenden Gewässern. Auch an Flüssen und Rückhaltebecken sowie in Sümpfen und Reisfeldern kommt die Art gelegentlich vor. In Kambodscha besiedelt sie auch Auwälder und an der Küste Mangrovensümpfe, Lagunen und Ästuare.
Sie ernährt sich überwiegend von lebenden oder toten Fischen, seltener auch von Reptilien, bodenlebenden Vögeln (wie beispielsweise Kammhühnern) und kleinen Säugetieren. Bei einer Studie in Singapur wurden mindestens fünf Fischarten und eine Reptilienart als Beute nachgewiesen: Bei vier der Fischarten handelte es sich um Neozoen – zwei Pangasius-Arten sowie die Buntbarsche Cichla orinocensis und Geophagus altifrons; der Schlangenkopffisch Channa striata und der Bindenwaran sind einheimische Arten. Meist wird die Beute von einem Ansitz aus dem oberflächennahen Wasser gegriffen. Manchmal sucht die Art aber auch im Wind hängend Flussabschnitte oder Seeufer ab. Fische, die zu schwer zum Tragen sind, werden aus dem Wasser ans Ufer gezogen.
Die Brutzeit liegt auf Sri Lanka zwischen Dezember und März, in Indien zwischen November und Januar. In Myanmar wurden im Januar und März, auf Sumatra im April und auf Borneo anscheinend im August besetzte Nester gefunden. In den Auwäldern des Tonle Sap in Kambodscha beginnt die Brutzeit mit dem Ansteigen der Flut im September und endet im März, wenn sich das Wasser wieder komplett zurückgezogen hat.
Die großen Nester können bis zu 1,5 m breit sein und stehen in Gewässernähe zwischen 8 und über 30 m hoch in großen Bäumen mit offenem Kronenbereich. Sie werden aus Zweigen errichtet und zu Beginn der jeweiligen Jahresbrut mit grünen Zweigen ausgekleidet. Nach mehrjähriger Nutzung können sie fast 2 m hoch sein. Das Gelege umfasst meist ein bis zwei, selten bis zu vier Eier, die von beiden Partnern 28–30 Tage lang bebrütet werden. Die Nestlingszeit beträgt 10 Wochen. Wann die Jungen unabhängig werden, ist nicht bekannt.